# Entre Rios (Guarapuava)
Entre Rios é um distrito da cidade de Guarapuava, Paraná, localizado a 18 km da sede do município e composto por cinco colônias eslavo-germânicas. O local possui belezas naturais e uma interessante arquitetura, além disso, a população procura manter vivo seus traços culturais.

## História

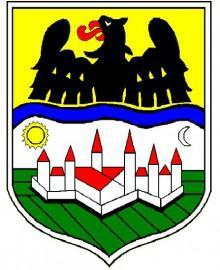
Brasão dos Suábios do Danúbio

No final da II Guerra Mundial, o regime comunista instalado no Leste europeu expulsou os suábios, povo de origem germânica que havia colonizado regiões da Hungria, Croácia e Romênia, que foram acolhidos provisoriamente na Áustria, entretanto, cansados de perseguições e guerras, os suábios decidiram partir da Europa, rumo a outros continentes em busca de um futuro melhor. Assim estão presentes na Austrália, Nova Zelândia, Estados Unidos, Canadá, Argentina e no Brasil.
Nesse sentido, foram abertas negociações entre o Brasil e a "Ajuda Suíça a Europa", grupo que intermediava a imigração dos Suábios, onde os governantes brasileiros indicaram inúmeras áreas, conforme suas intenções, que sequencialmente eram recusadas pelos imigrantes por não atenderem as suas expectativas, pois eram distantes de centros consumidores, das linhas férreas, ou possuíam solos inapropriados para produção agrícola, dentre outros motivos.
As terras em Guarapuava, após aprovada pelos imigrantes devido suas características climáticas próximas as das terras que ocupavam na Europa, foram negociadas com os antigos proprietários, entre eles o Deputado Antônio Lustosa de Oliveira.
Naquela época em sua maioria as propriedades eram dedicadas à pecuária e herdadas do antigo sistema de Sesmarias, sendo trocadas na negociação por terras na região norte do Paraná para cultivo de café, que naquele momento se encontrava no auge da sua rentabilidade no mercado.
Foi então que em 1951, 500 famílias suábias ocuparam as terras em Guarapuava, onde fundaram as cinco colônias que formam o distrito de Entre Rios, trazendo sua experiência cooperativista e sua rica cultura, criaram um projeto de colonização e construíram uma história de trabalho árduo. Com sua vocação agrícola, transformaram a região num pólo de referência em qualidade e produtividade. Possuem a maior maltaria da América Latina, uma fábrica de rações, um moinho de alta tecnologia, uma unidade esmagadora de soja, além de plantar cerca de 150.000 hectares no Paraná.
Oficialmente, o distrito de Entre Rios foi criado através da lei estadual Nº 4583, de 27-06-1962, e anexado ao município de Guarapuava.
Na área do distrito existe também um núcleo quilombola denominado Invernada Paiol de Telha que se localiza nas proximidade da Colônia Socorro. A história desta comunidade se origina em 1860, quando a fazendeira Balbina de Siqueira doou 3,6 mil alqueires de sua propriedade a 11 escravos, de acordo com o testamento estas terras seriam invendáveis. A gleba de terra originalmente doada ao grupo pertence hoje ao município de Reserva do Iguaçu (PR), porém, foi expropriada e entregue por usucapião à Agrária, Cooperativa formada pelas família de agricultores Suábios.
Contudo, as famílias remanescentes ficaram 16 meses acampadas em frente à terra expropriada e acabaram sendo parcialmente assentadas numa área de 997 hectares no distrito de Entre Rios, próximo à sede da Cooperativa Agrária, recebendo este novo assentamento a mesma denominação da comunidade original. Mas ainda existem alguns herdeiros acampados em barrancos divididos em núcleos em Guarapuava, Pinhão e Reserva do Iguaçu.

## Economia
O comércio existente nas colônias atende parcialmente a demanda local, mas a maior parte da renda do distrito advém da Cooperativa Agrária Agroindustrial.

## As colônias
A organização espacial do distrito realizou-se com a divisão da população em 5 vilas, distantes aproximadamente 5 quilômetros uma da outra e dispostas em forma de ferradura, interligadas pela rodovia PR-540. Elas receberam os nomes das 5 antigas fazendas que existiam na localidade e foram desapropriadas para fim de colonização, sendo:
- Vitória (MAPA)
- Cachoeira (MAPA)
- Jordãozinho (MAPA)
- Samambaia (MAPA)
- Socorro (MAPA)

## Galeria de imagens

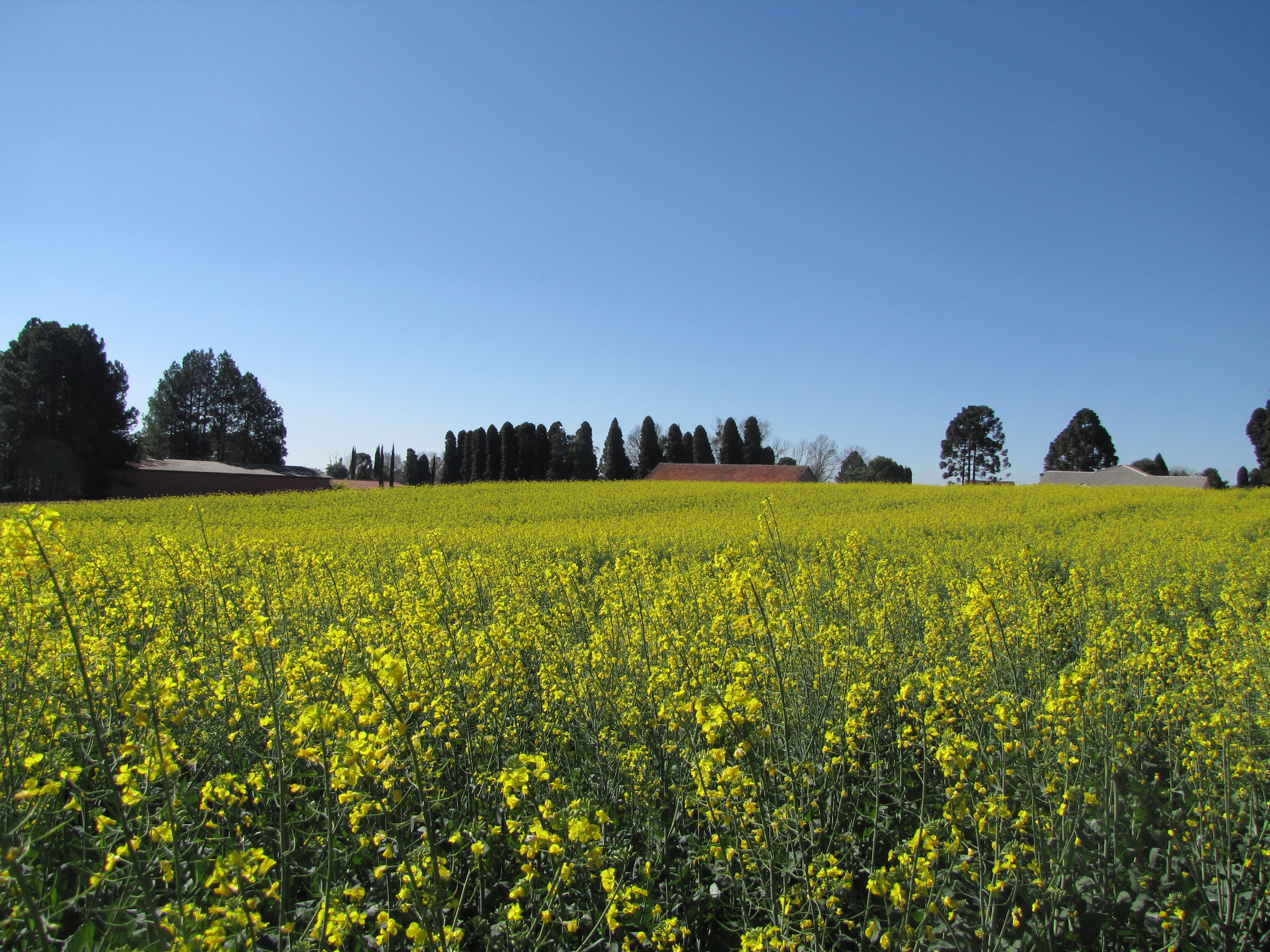
Plantação de Canola - Colônia Samambaia
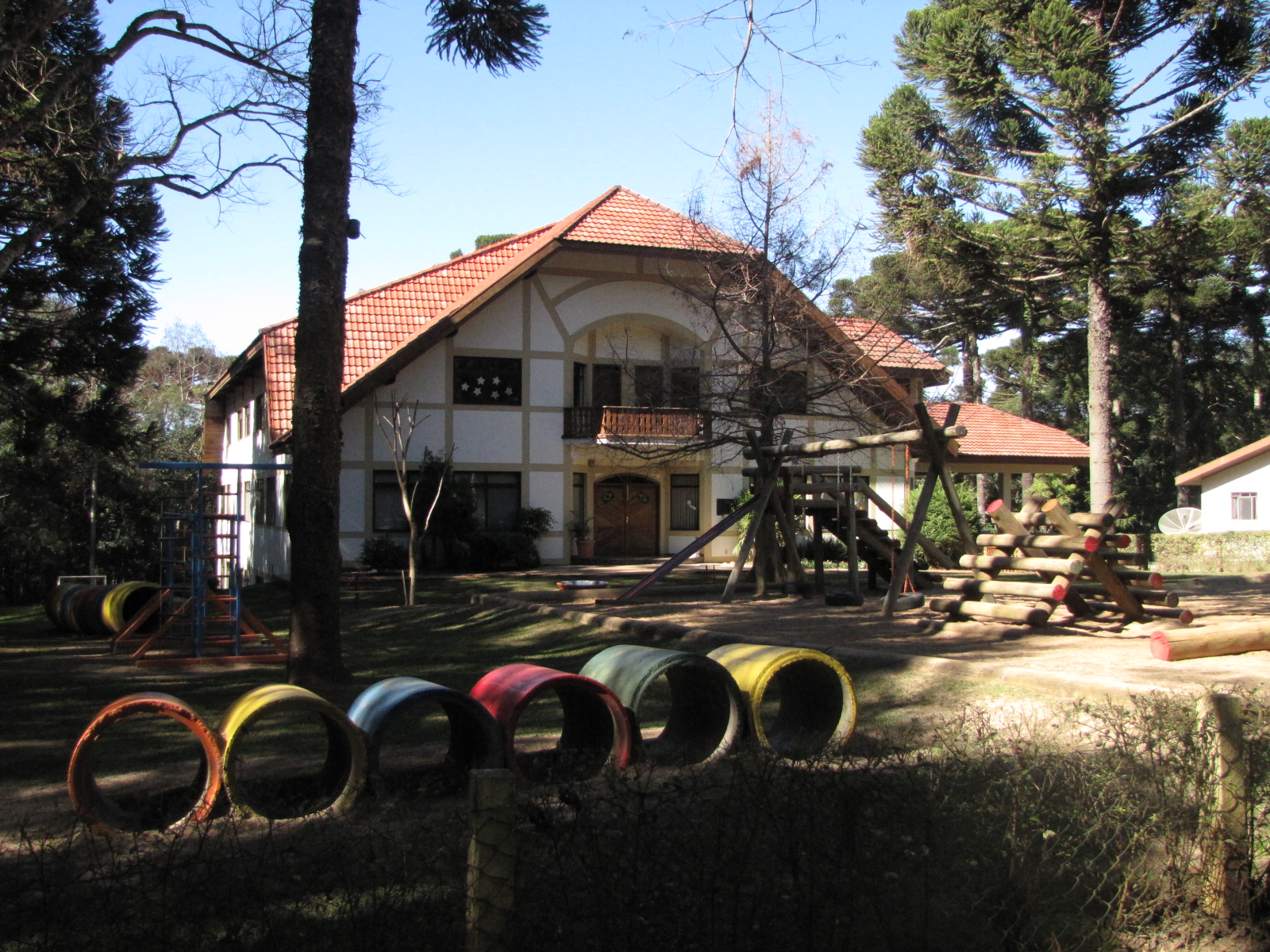
Jardim de Infância - Colônia Vitória
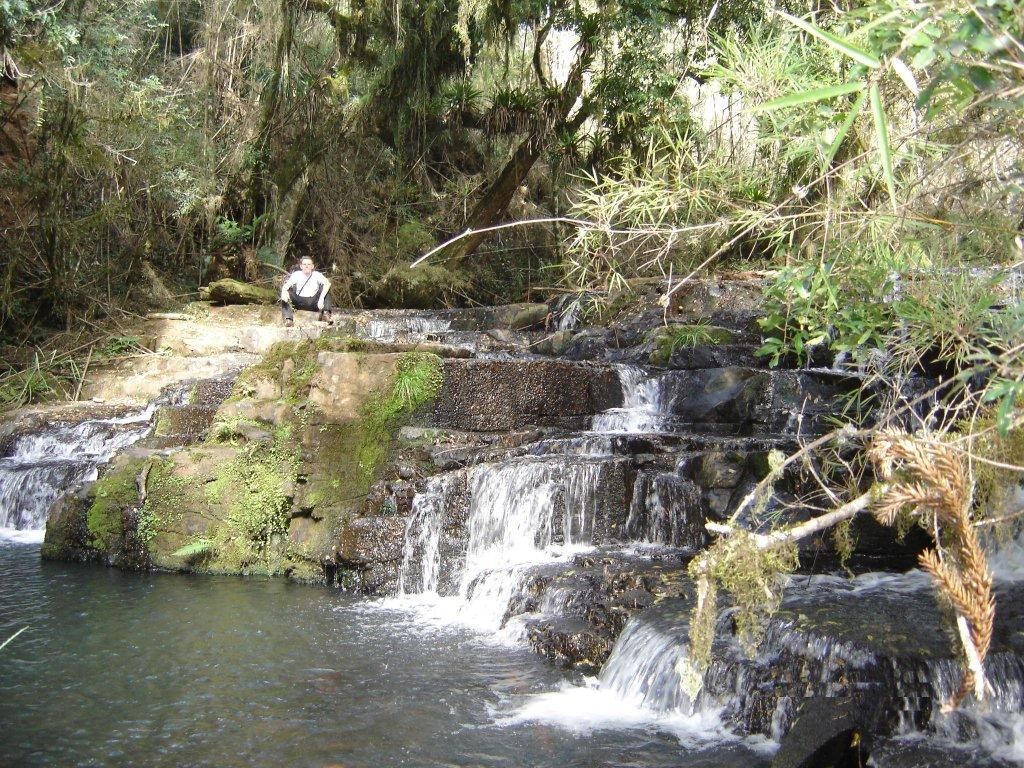
Rio jordãozinho - Entre Rios
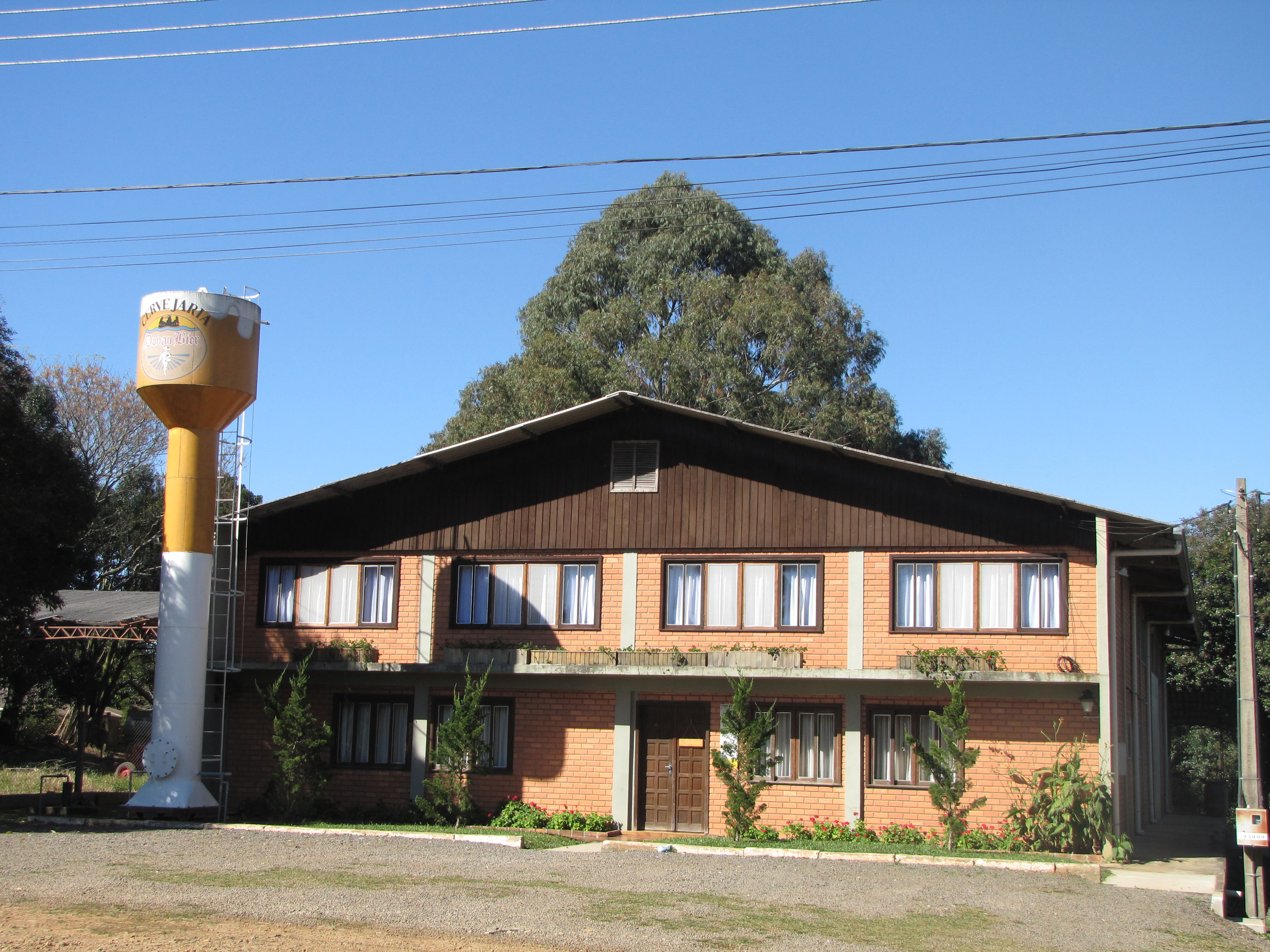
Choperia Artesanal - Colônia Cachoeira
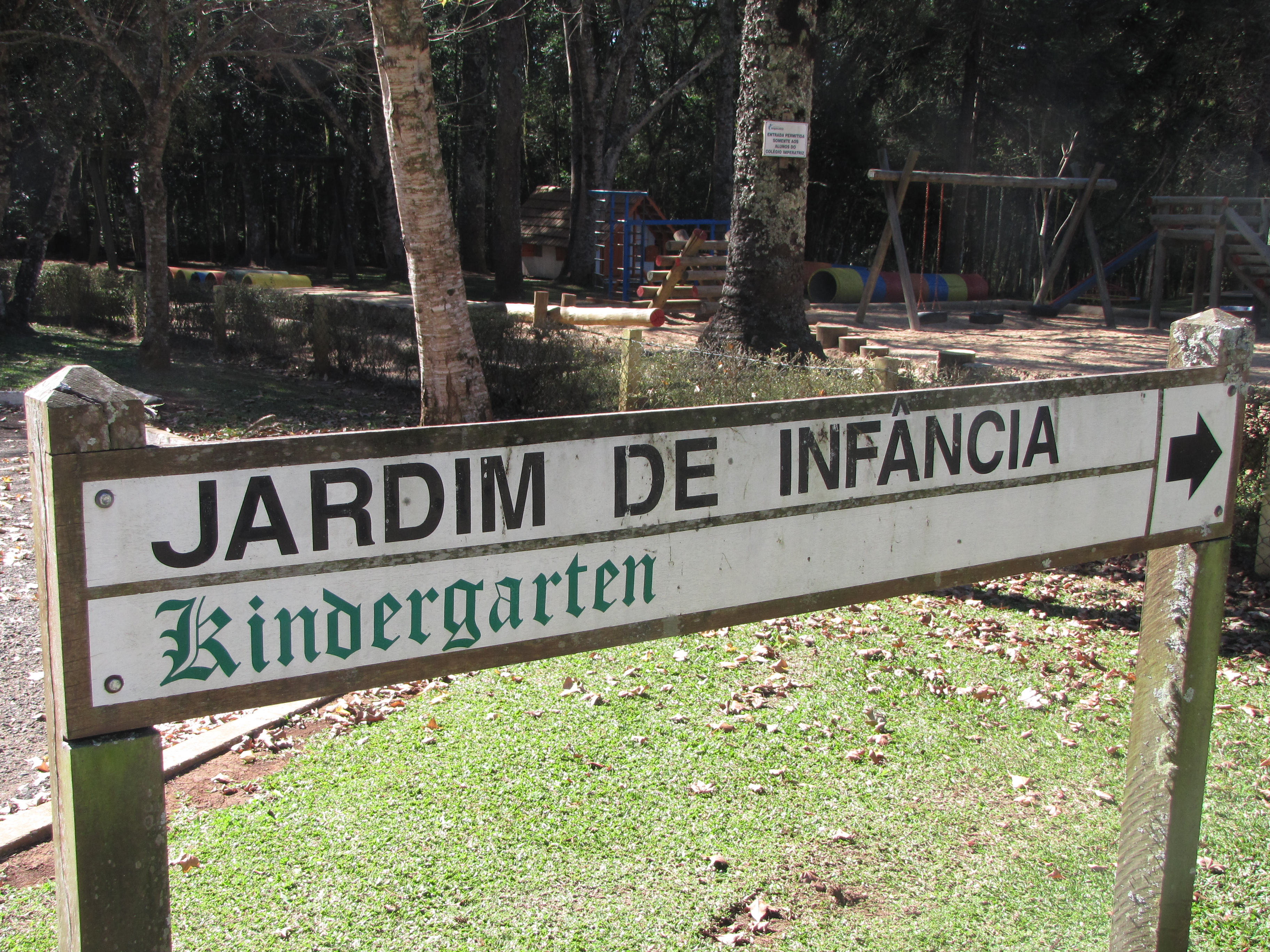
Sinalização em Português e Alemão - Colônia Vitória
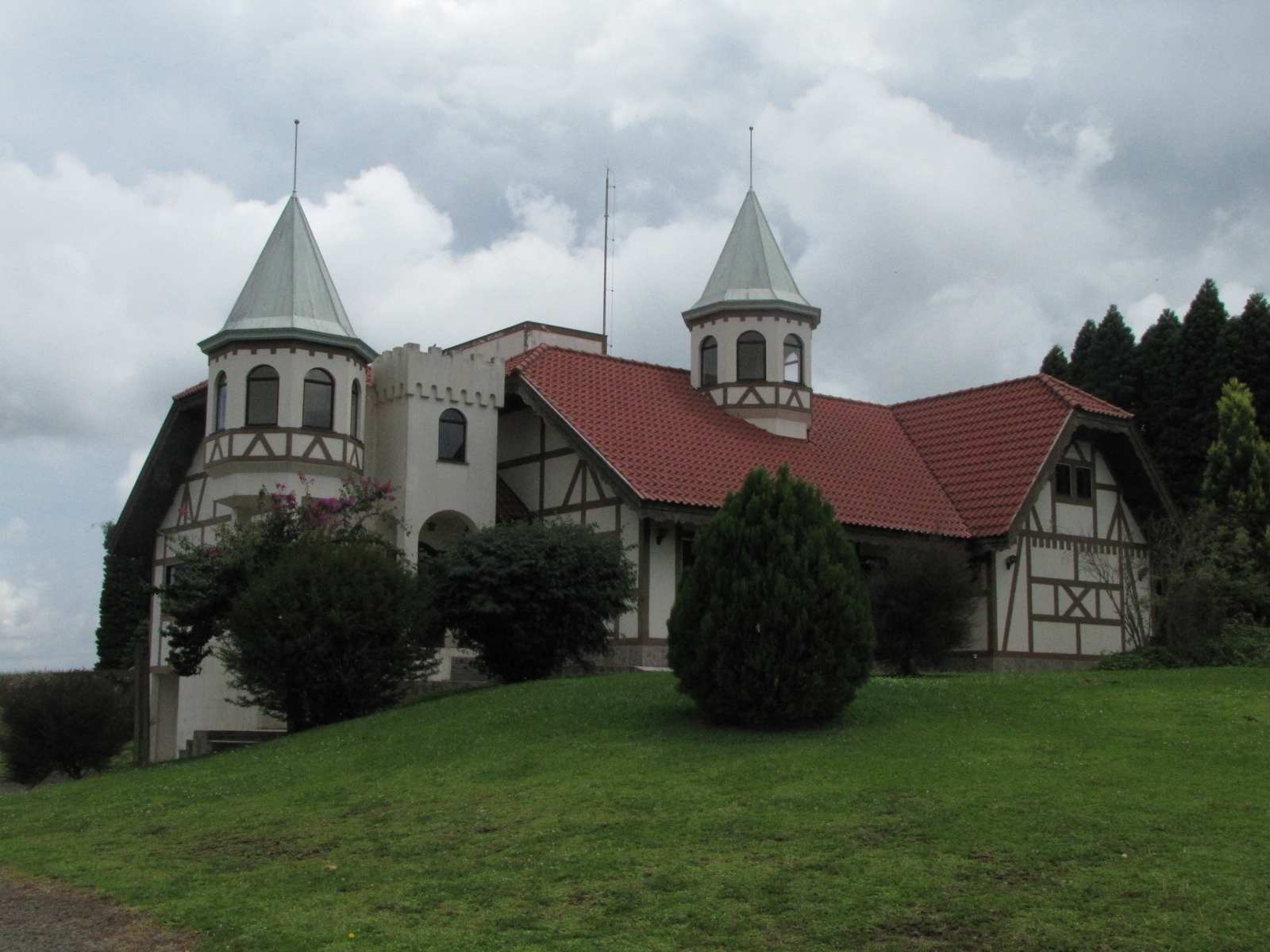
Arquitetura Típica - Colônia Jordãozinho
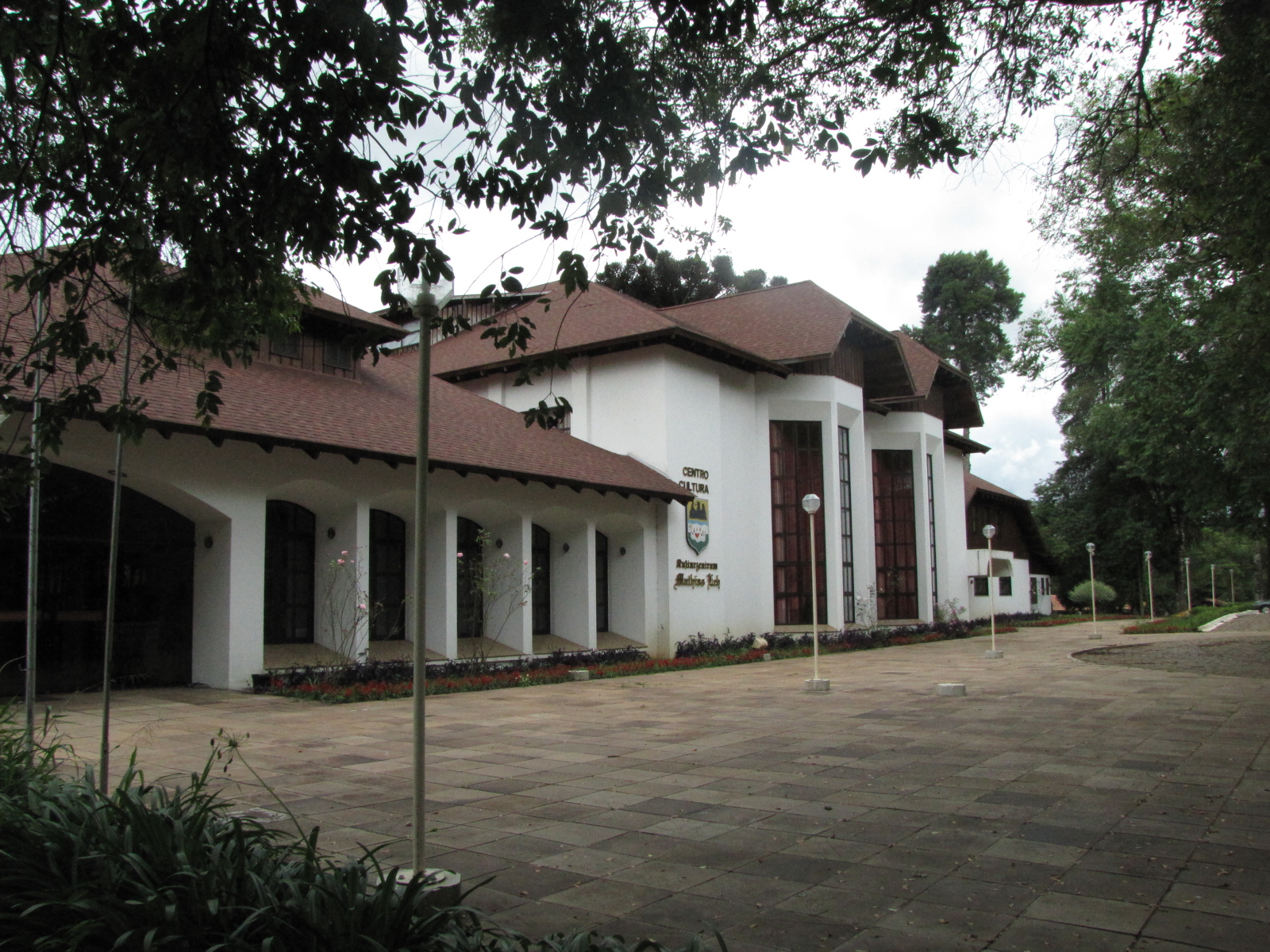
Centro Cultural Mathias Leh - Colônia Vitória
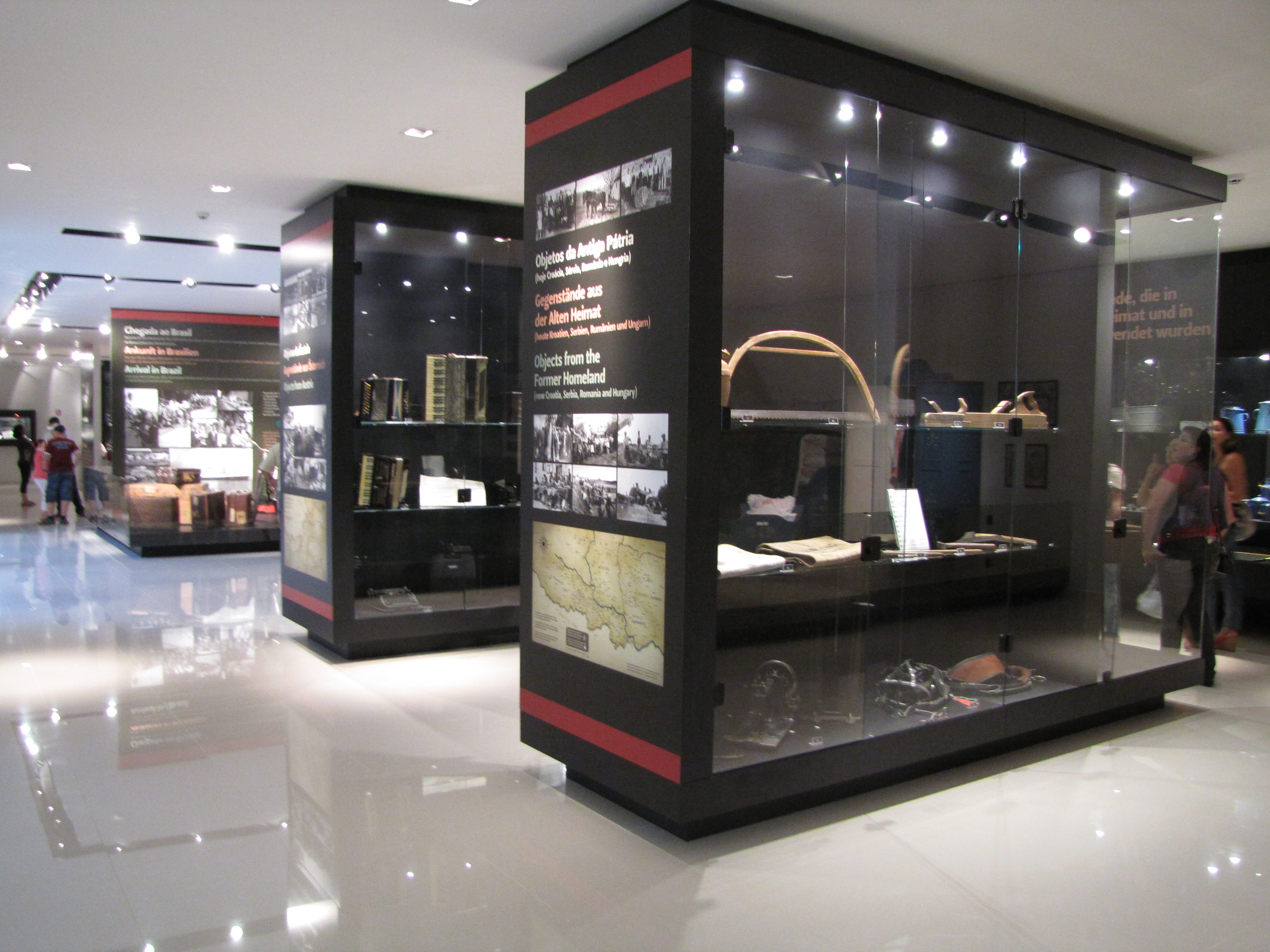
Museu Suábio - Centro Cultural Mathias Leh
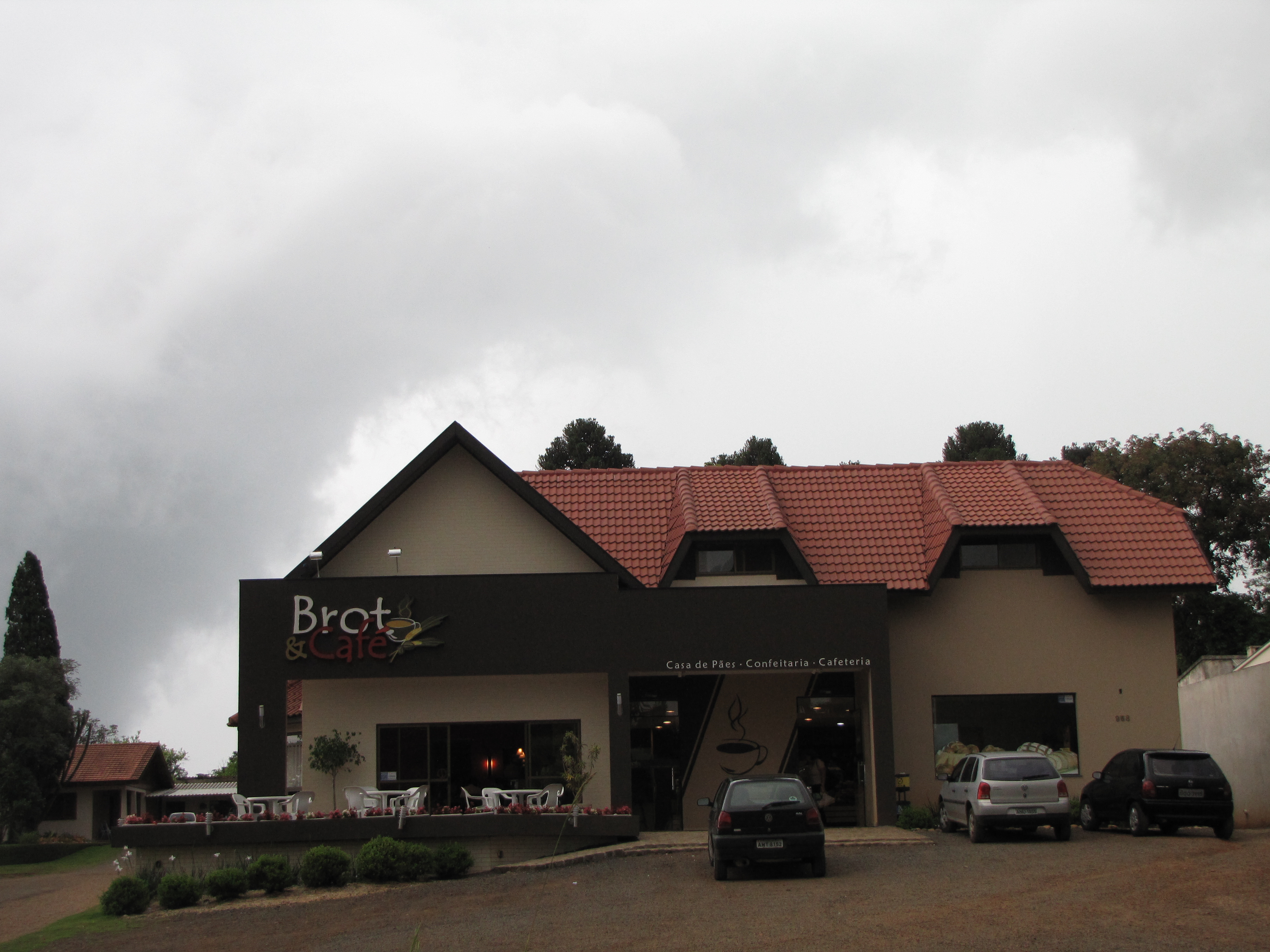
Café Colonial - Colônia Vitória
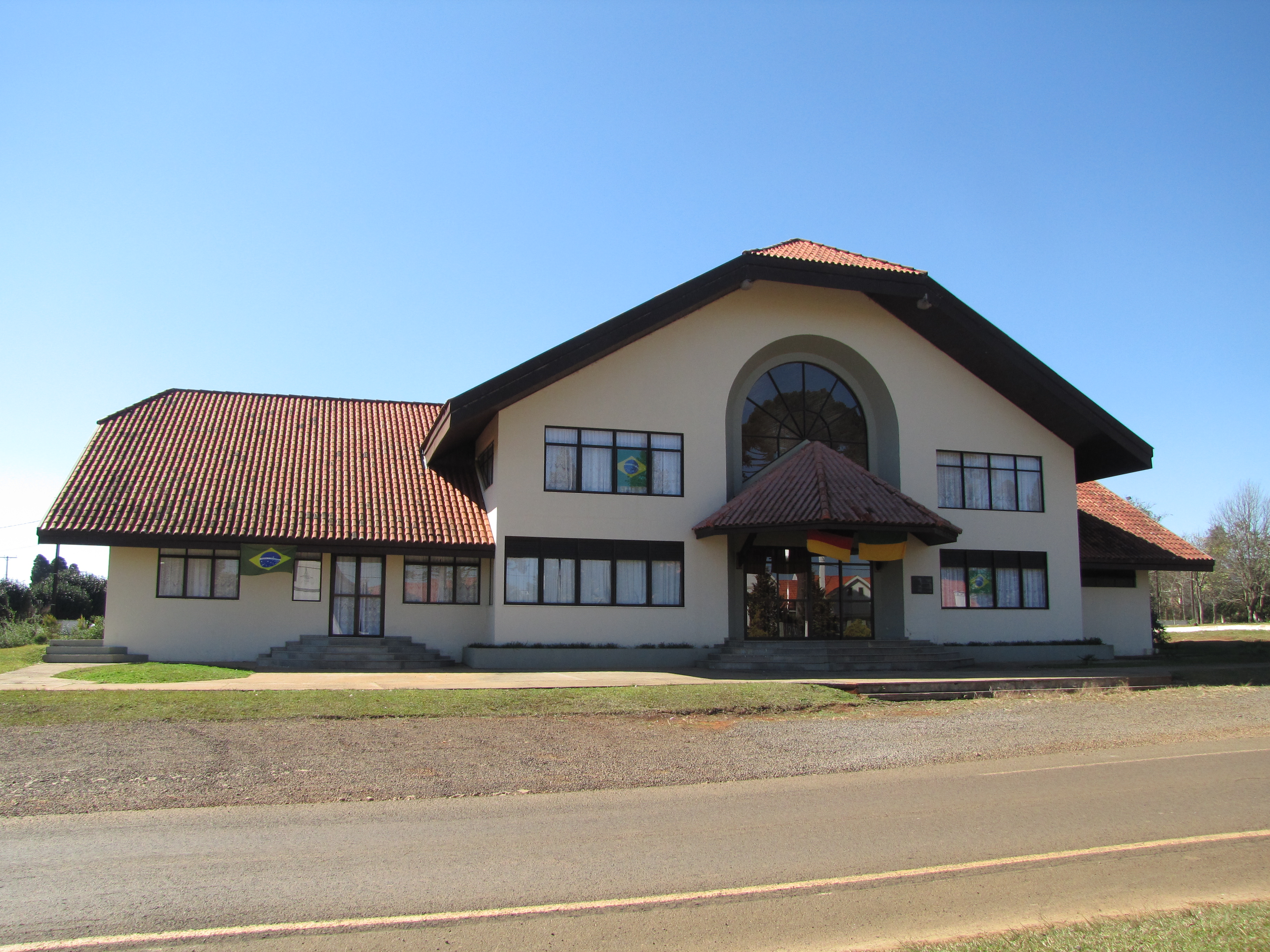
Centro Comunitário - Colonia Cachoeira
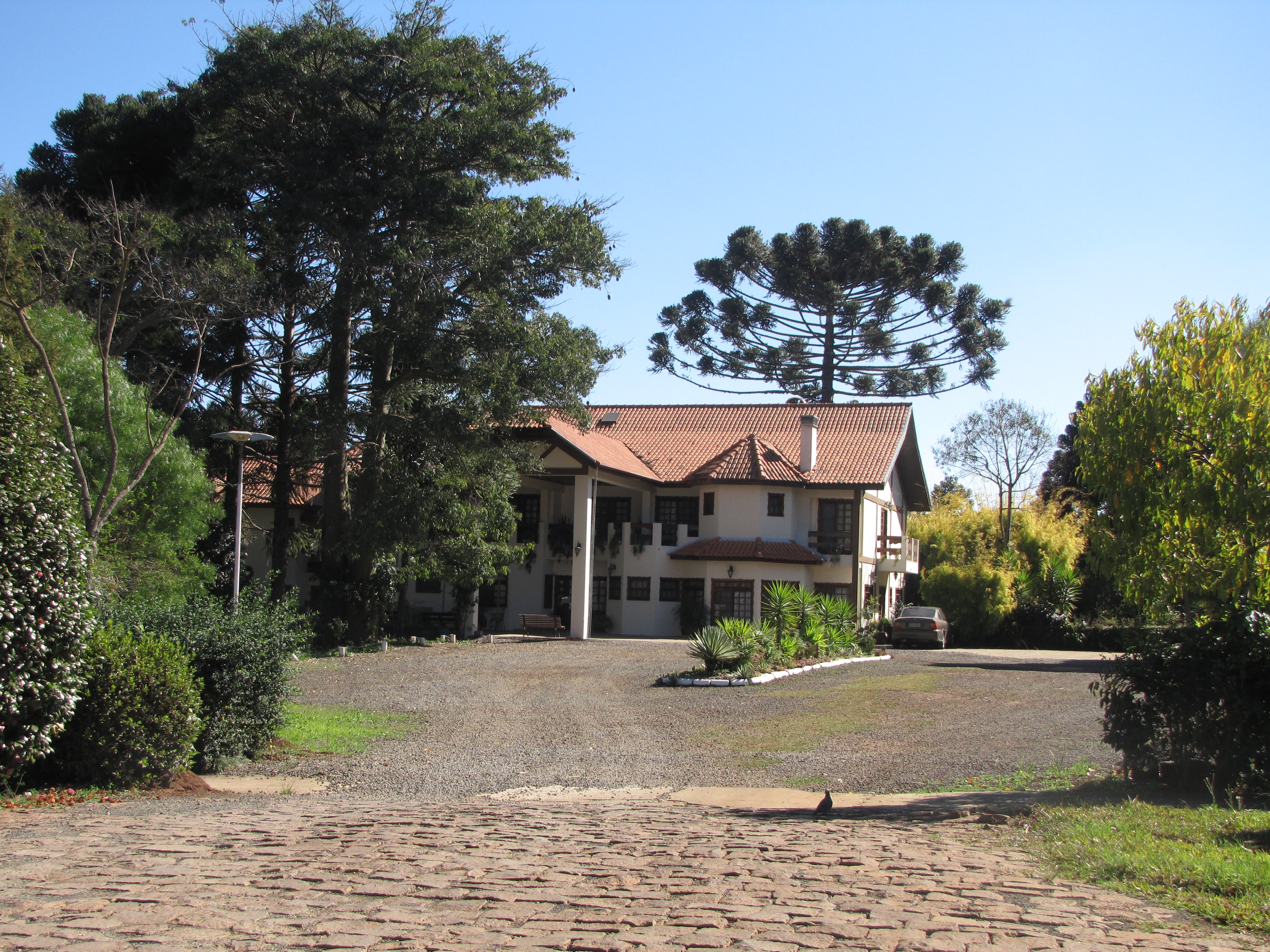
Pousada em Entre Rios

## Cidade irmã de Guarapuava por influência de Entre Rios
- Rastatt, Alemanha(Lei nº 14/1988)[10]

## Ligações Externas
- «Página da Associação de Moradores para o Desenvolvimento de Entre Rios»
- «Turismo Entre Rios Associados»
- «Cooperativa Agrária Agroindustrial»
- Entre Rios no WikiMapia